# UCI Europe Tour 2008-2009
El UCI Europe Tour 2008-2009 fue la quinta temporada del calendario ciclístico internacional europeo. La temporada inició el 19 de octubre de 2008 con la Chrono des Nations y terminó el 15 de octubre de 2009 con el Giro del Piemonte.
En esa temporada el italiano Enrico Gasparotto ganador de la temporada 2007-2008, llevó el maillot del UCI Europe Tour.
El ganador fue Giovanni Visconti, la clasificación por equipos fue para el Agritubel, mientras que Italia y Bélgica se llevarían la clasificación por países y países Sub-23 respectivamente.

## Categorías
Fueron 25 las carreras de máxima categoría. En el siguiente cuadro se muestran las carreras con mayor puntuación de esta edición del UCI Europe Tour 2008-2009 ordenado por países, para el resto de las competiciones véase: Carreras del UCI Europe Tour 2009
| Carrera                       | Categoría |
| ----------------------------- | --------- |
| Gran Premio de Fráncfort      | 1.HC      |
| Vuelta a Baviera              | 2.HC      |
| Vuelta a Austria              | 2.HC      |
| Omloop Het Nieuwsblad         | 1.HC      |
| E3 Prijs Vlaanderen-Harelbeke | 1.HC      |
| Scheldeprijs Vlaanderen       | 1.HC      |
| Tres Días de La Panne         | 2.HC      |
| Vuelta a Bélgica              | 2.HC      |
| Tour de Valonia               | 2.HC      |
| París-Bruselas                | 1.HC      |
| Vuelta a Dinamarca            | 2.HC      |
| Gran Premio Miguel Indurain   | 1.HC      |
| Vuelta a Burgos               | 2.HC      |

| Carrera                   | Categoría |
| ------------------------- | --------- |
| Critérium Internacional   | 2.HC      |
| Cuatro Días de Dunkerque  | 2.HC      |
| Gran Premio de Fourmies   | 1.HC      |
| París-Tours               | 1.HC      |
| Giro del Veneto           | 1.HC      |
| Tre Valli Varesine        | 1.HC      |
| Giro de Emilia            | 1.HC      |
| Giro del Piemonte         | 1.HC      |
| Tour de Luxemburgo        | 2.HC      |
| Dutch Food Valley Classic | 1.HC      |
| Vuelta a Portugal         | 2.HC      |
| G. P. Kanton Aargau       | 1.HC      |

## Calendario

### Octubre 2009
| Fecha | Carrera            | Cat. | Ganador       | Equipo           |
| ----- | ------------------ | ---- | ------------- | ---------------- |
| 18    | Chrono des Nations | 1.1  | Stef Clement  | Bouygues Telecom |
| 25    | Florencia-Pistoia  | 1.1  | Andriy Grivko | Milram           |

### Febrero
| Fecha | Carrera                            | Cat. | Ganador             | Equipo                      |
| ----- | ---------------------------------- | ---- | ------------------- | --------------------------- |
| 1     | Gran Premio Ciclista la Marsellesa | 1.1  | Rémi Pauriol        | Cofidis, le Crédit en Ligne |
| 4-8   | Estrella de Bessèges               | 2.1  | Thomas Voeckler     | Bbox Bouygues Telecom       |
| 7     | Gran Premio Costa de los Etruscos  | 1.1  | Alessandro Petacchi | LPR Brakes-Farnese Vini     |
| 8     | Trofeo Mallorca                    | 1.1  | Gert Steegmans      | Katusha                     |
| 9     | Trofeo Cala Millor-Cala Bona       | 1.1  | Robbie McEwen       | Katusha                     |
| 10    | Trofeo Pollensa                    | 1.1  | Daniele Bennati     | Liquigas                    |
| 11    | Trofeo Inca                        | 1.1  | Antonio Colom       | Katusha                     |
| 11-15 | Tour del Mediterráneo              | 2.1  | Luis León Sánchez   | Caisse d'Epargne            |
| 12    | Trofeo Calviá                      | 1.1  | Gerald Ciolek       | Milram                      |
| 13-15 | Giro de la Provincia de Grosseto   | 2.1  | Daniele Pietropolli | LPR Brakes-Farnese Vini     |
| 15-19 | Vuelta a Andalucía                 | 2.1  | Joost Posthuma      | Rabobank                    |
| 18-22 | Vuelta al Algarve                  | 2.1  | Alberto Contador    | Astaná                      |
| 21    | Trofeo Laigueglia                  | 1.1  | Francesco Ginanni   | Diquigiovanni-Androni       |
| 21    | Coppa San Geo                      | 1.2  | Davide Cimolai      | 2000 Veneto Marchiol        |
| 21    | Les Boucles du Sud Ardèche         | 1.2  | Freddy Bichot       | Agritubel                   |
| 21-22 | Tour de Haut-Var                   | 2.1  | Thomas Voeckler     | Bbox Bouygues Telecom       |
| 24-28 | Giro de Cerdeña                    | 2.1  | Daniele Bennati     | Liquigas                    |
| 27-1  | Tres Días de Vaucluse              | 2.2  | David Le Lay        | Agritubel                   |
| 28    | Gran Premio dell'Insubria          | 1.1  | Francesco Ginanni   | Diquigiovanni-Androni       |
| 28    | Beverbeek Classic                  | 1.2  | Andreas Schillinger | Nutrixxion-Sparkasse        |
| 28    | Omloop Het Nieuwsblad              | 1.HC | Thor Hushovd        | Cervélo                     |

### Marzo
| Fecha | Carrera                          | Cat.   | Ganador             | Equipo                         |
| ----- | -------------------------------- | ------ | ------------------- | ------------------------------ |
| 1     | Kuurne-Bruselas-Kuurne           | 1.1    | Tom Boonen          | Quick Step                     |
| 1     | Clásica de Almería               | 1.1    | Greg Henderson      | Columbia-High Road             |
| 1     | Gran Premio de Lugano            | 1.1    | Rémi Pauriol        | Cofidis, le Crédit en Ligne    |
| 1     | Trofeo Zssdi                     | 1.2    | Tomislav Danculovic | Loborika                       |
| 4     | Le Samyn                         | 1.1    | Wouter Weylandt     | Quick Step                     |
| 4     | Giro del Friuli                  | 1.1    | Mirco Lorenzetto    | Lampre-NGC                     |
| 4-8   | Vuelta a Murcia                  | 2.1    | Denis Menchov       | Rabobank                       |
| 6-8   | Tres Días de Flandes Occidental  | 2.1    | Johnny Hoogerland   | Vacansoleil                    |
| 7     | Monte Paschi Eroica              | 1.1    | Thomas Lövkvist     | Columbia-High Road             |
| 7     | Flecha Flamenca                  | 1.2    | Jan Ghyselinck      | Beveren 2000                   |
| 8     | Gran Premio Villa de Lillers     | 1.2    | Aleksejs Saramotins | Designa Køkken                 |
| 8     | Trofeo Franco Balestra           | 1.2    | Davide Cimolai      | 2000 Veneto Marchiol           |
| 8     | Porec Trophy                     | 1.2    | Ole Haavardsholm    | Joker-Bianchi                  |
| 12-15 | Istrian Spring Trophy            | 2.2    | Mitja Mahorič       | Radenska KD Financial Point    |
| 15    | Giro del Mendrisiotto            | 1.2    | Ignatas Konovalovas | Cervélo                        |
| 15    | París-Troyes                     | 1.2    | Yannick Talabardon  | Besson Chaussures-Sojasun      |
| 15    | Omloop van het Waasland          | 1.2    | Johan Coenen        | Topsport Vlaanderen            |
| 18    | Nokere Koerse                    | 1.1    | Graeme Brown        | Rabobank                       |
| 20    | Clásica de Loire-Atlantique      | 1.2    | Cyril Bessy         | Besson Chaussures-Sojasun      |
| 22    | Gran Premio Cholet-Pays de Loire | 1.1    | Juan José Haedo     | Saxo Bank                      |
| 22    | Ronde van het Groene Hart        | 1.1    | Geert Omloop        | Palmans-Cras                   |
| 22    | La Roue Tourangelle              | 1.2    | Arnaud Molmy        | Nogent Sur Oise                |
| 22    | Gran Premio San Giuseppe         | 1.2    | Alessandro Malaguti | Calzaturieri Montegranaro      |
| 23-27 | Vuelta a Castilla y León         | 2.1    | Levi Leipheimer     | Astaná                         |
| 23-29 | Tour de Normandía                | 2.2    | Bram Schmitz        | Van Vliet-EBH-Elshof           |
| 25    | A través de Flandes              | 1.1    | Kevin Van Impe      | Quick Step                     |
| 24-28 | Settimana Coppi e Bartali        | 2.1    | Damiano Cunego      | Lampre-NGC                     |
| 26-29 | The Paths of King Nikola         | 2.2    | Radoslav Rogina     | Loborika                       |
| 27-29 | Gran Premio de Portugal          | 2.Ncup | Sergio Luis Henao   | Colombia es Pasión-Coldeportes |
| 28    | E3 Prijs Vlaanderen-Harelbeke    | 1.HC   | Filippo Pozzato     | Katusha                        |
| 28    | Trofeo Edil C                    | 1.2    | Tomas Alberio       | [Bottoli Nordelettrica         |
| 28-29 | Critérium Internacional          | 2.HC   | Jens Voigt          | Saxo Bank                      |
| 29    | Flecha Brabanzona                | 1.1    | Anthony Geslin      | Française des Jeux             |
| 29    | Gran Premio de Llodio            | 1.1    | Samuel Sánchez      | Euskaltel-Euskadi              |
| 31-2  | Tres Días de La Panne            | 2.HC   | Frederik Willems    | Liquigas                       |
| 31- 5 | Semana Lombarda                  | 2.1    | Daniele Pietropolli | LPR Brakes-Farnese Vini        |

### Abril
| Fecha | Carrera                                    | Cat.    | Ganador                 | Equipo                          |
| ----- | ------------------------------------------ | ------- | ----------------------- | ------------------------------- |
| 1-5   | Vuelta al Alentejo                         | 2.1     | Maxime Bouet            | Agritubel                       |
| 1-5   | Cinturón a Mallorca                        | 2.2     | Sergio Luis Henao       | Colombia es Pasión-Coldeportes  |
| 2-4   | Boucle de l'Artois                         | 2.2     | Sergey Firsanov         | Designa Køkken                  |
| 3     | Jérôme Coppel                              | 1.1     | Jérôme Coppel           | Française des Jeux              |
| 4     | Volta Limburg Classic                      | 1.1     | Mauro Finetto           | CSF Group-Navigare              |
| 4     | Gran Premio Miguel Induráin                | 1.HC    | David de la Fuente      | Fuji-Servetto                   |
| 5     | Gran Premio de la Ville de Nogent-sur-Oise | 1.2     | Martin Pedersen         | Capinordic                      |
| 5     | Trofeo Banca Popular de Vicenza            | 1.2U    | Davide Cimolai          | 2000 Veneto Marchiol            |
| 7-10  | Circuito de la Sarthe                      | 2.1     | David Le Lay            | Agritubel                       |
| 10-12 | Circuito de las Ardenas                    | 2.2     | Dimitri Champion        | Bretagne-Schuller               |
| 11    | Tour de Flandes sub-23                     | 1.2NCUP | Jan Ghyselinck          | Selección del Bélgica           |
| 12    | Klasika Primavera                          | 1.1     | Alejandro Valverde      | Caisse d'Epargne                |
| 12    | Gran Premio Donetsk                        | 1.2     | Mart Ojavee             | Bourgas                         |
| 12    | Tour de Drenthe                            | 1.1     | Maurizio Biondo         | Ceramica Flaminia-Bossini Docce |
| 12-19 | Tour de Turquía                            | 2.1     | Daryl Impey             | Barloworld                      |
| 13    | Giro del Belvedere                         | 1.2U    | Sacha Modolo            | Zalf Désirée Fior               |
| 13    | Vuelta a Colonia                           | 1.1     | Martin Pedersen         | Selección de Dinamarca          |
| 14    | París-Camembert                            | 1.1     | Jimmy Casper            | Besson Chaussures-Sojasun       |
| 14    | Gran Premio Palio del Recioto              | 1.2U    | Stefano Locatelli       | De Nardi-Daigo-Bergamasca       |
| 14-19 | Tour de Loir-et-Cher                       | 2.2     | Dmitry Kosyakov         | Katusha Continental             |
| 15    | Scheldeprijs Vlaanderen                    | 1.HC    | Alessandro Petacchi     | LPR Brakes-Farnese Vini         |
| 15    | La Côte Picarde                            | 1.NCUP  | Timofey Kritskiy        | Selección de Rusia              |
| 16    | Gran Premio de Denain                      | 1.1     | Jimmy Casper            | Besson Chaussures-Sojasun       |
| 16-19 | Rhône-Alpes Isère Tour                     | 2.2     | Yann Huguet             | Agritubel                       |
| 18    | Tour de Finisterre                         | 1.1     | Dimitri Champion        | Bretagne-Schuller               |
| 18    | Gran Premio Nobili Rubinetterie            | 1.1     | Grega Bole              | Amica Chips-Knauf               |
| 18    | Lieja-Bastoña-Lieja sub-23                 | 1.2U    | Rasmus Guldhammer       | Capinordic                      |
| 18    | ZLM Tour                                   | 1.NCUP  | Luke Rowe               | Selección de Gran Bretaña       |
| 19    | Tro Bro Leon                               | 1.1     | Saïd Haddou             | Bbox Bouygues Telecom           |
| 19    | Tour de Düren                              | 1.2     | Dennis Pohl             | Kuota-Indeland                  |
| 22-25 | Giro del Trentino                          | 2.1     | Ivan Basso              | Liquigas                        |
| 22-26 | Vuelta a Extremadura                       | 2.2     | José Antonio de Segovia | Supermercados Froiz             |
| 25    | Memorial Arno Wallaard                     | 1.2     | Lieuwe Westra           | Vacansoleil                     |
| 25    | Bania Luka-Belgrado                        | 1.2     | Normunds Lasis          | Bourgas                         |
| 25    | Gran Premio della Liberazione              | 1.2U    | Sacha Modolo            | Zalf Désirée Fior               |
| 25-1  | Tour de Bretaña                            | 2.2     | Julien Fouchard         | Cotes D’Armor-Maitre Jacques    |
| 26    | Vuelta a La Rioja                          | 1.1     | David García Dapena     | Xacobeo Galicia                 |
| 26    | Vuelta a Holanda Septentrional             | 1.2     | Theo Bos                | Rabobank Continental            |
| 26    | Paris-Mantes-en-Yvelines                   | 1.2     | Pierre Drancourt        | ESEG-Douai                      |
| 26    | East Midlands International Cicle Classic  | 1.2     | Ian Wilkinson           | Halfords                        |
| 28-2  | Vuelta a Asturias                          | 2.1     | Francisco Mancebo       | Rock Racing                     |

### Mayo
| Fecha | Carrera                                      | Cat. | Ganador                  | Equipo                       |
| ----- | -------------------------------------------- | ---- | ------------------------ | ---------------------------- |
| 1     | Memoriał Andrzeja Trochanowskiego            | 1.2  | Mateusz Taciak           | Mroz Continental Team        |
| 1     | Gran Premio del 1 de Mayo                    | 1.2  | Denis Flahaut            | Landbouwkrediet-Colnago      |
| 1     | Gran Premio de Fráncfort sub-23              | 1.2U | Jack Bobridge            | Selección de Australia       |
| 1     | Gran Premio de Fráncfort                     | 1.HC | Fabian Wegmann           | Team Milram                  |
| 2     | Gran Premio Herning                          | 1.2  | René Jørgensen           | Designa Køkken               |
| 2     | Gran Premio Industria y Artigianato-Larciano | 1.1  | Daniele Callegarin       | Centri della Calzatura       |
| 2     | Tour de Overijssel                           | 1.2  | Kenny van Hummel         | Skil-Shimano                 |
| 2     | Mayor Cup                                    | 1.2  | Mikhail Antonov          | Katusha Continental Team     |
| 3     | Giro de Toscana                              | 1.1  | Alessandro Petacchi      | LPR Brakes-Farnese Vini      |
| 3     | Trophée des Grimpeurs                        | 1.1  | Thomas Voeckler          | Bbox Bouygues Telecom        |
| 3     | Subida al Naranco                            | 1.1  | Romain Sicard            | Orbea                        |
| 3     | Circuito del Porto-Trofeo Averdi             | 1.2  | Filippo Baggio           | Bottoli Nordelettrica        |
| 3     | Memorial Oleg Dyachenko                      | 1.2  | Mikhail Antonov          | Katusha Continental Team     |
| 5-10  | Cuatro Días de Dunkerque                     | 2.HC | Rui Costa                | Caisse d'Epargne             |
| 6-10  | Cinco Anillos de Moscú                       | 2.2  | Timofey Kritskiy         | Katusha Continental Team     |
| 6-10  | Giro del Friuli Venezia Giulia               | 2.2  | Gianluca Brambilla       | Zalf Désirée Fior            |
| 8-10  | Szlakiem Grodów Piastowskich                 | 2.1  | Mariusz Witecki          | Mroz Continental Team        |
| 8-10  | Tour de Haut Anjou                           | 2.2U | Tejay Van Garderen       | Rabobank Continental Team    |
| 9     | Scandinavian Race Uppsala                    | 1.2  | Jonas Jørgensen          | Capinordic                   |
| 10    | Omloop der Kempen                            | 1.2  | Theo Bos                 | Rabobank Continental Team    |
| 10    | Gran Premio Industrias del Mármol            | 1.2  | Carlos Albeiro Manarelli | Marchiol Pasta Montegrappa   |
| 12    | Gran Premio de Moscú                         | 1.2  | Alexander Khatuntsev     | Moscow                       |
| 13    | Batavus Prorace                              | 1.1  | Kenny van Hummel         | Skil-Shimano                 |
| 14-17 | Gran Premio Paredes Rota dos Móveis          | 2.2  | Cândido Barbosa          | Palmeiras Resort-Tavira      |
| 15-17 | Tour de Picardie                             | 2.1  | Lieuwe Westra            | Vacansoleil                  |
| 16    | GP Copenhagen                                | 1.2  | Jacob Nielsen            | Glud & Marstrand Horsens     |
| 16    | Dutch Food Valley Classic                    | 1.HC | Kenny van Hummel         | Skil-Shimano                 |
| 17    | Tour de Rijke                                | 1.1  | Kenny van Hummel         | Skil-Shimano                 |
| 17-24 | An Post Rás                                  | 2.2  | Simon Richardson         | Rapha Condor                 |
| 19-24 | Tour de Olympia                              | 2.2  | Jetse Bol                | Rabobank Continental Team    |
| 20-24 | Circuito de Lorena                           | 2.1  | Matteo Carrara           | Vacansoleil                  |
| 20-24 | Flèche du Sud                                | 2.2  | Simon Zahner             | Bürgis Cycling               |
| 21-24 | Ronde d'Isard                                | 2.2U | Alexandre Geniez         | VC La Pomme Marseille        |
| 27-31 | Vuelta a Bélgica                             | 2.HC | Lars Boom                | Rabobank                     |
| 27-31 | Vuelta a Baviera                             | 2.HC | Linus Gerdemann          | Team Milram                  |
| 29    | Gran Premio Tallin-Tartu                     | 1.1  | Erki Pütsep              | Cycling Club Bourgas         |
| 29-1  | Tour de Gironde                              | 2.2  | Stéphane Rossetto        | CC Nogent sur Oise           |
| 29-1  | Tour de Berlín                               | 2.2U | Franz Schiewer           | LKT Team Brandenburg         |
| 30    | Gran Premio Tartu                            | 1.1  | Hannes Blank             | Continental Team Differdange |
| 30    | Gran Premio de Kranj                         | 1.1  | Gasper Svab              | Sava                         |
| 30    | Gran Premio de Plumelec-Morbihan             | 1.1  | Jérémie Galland          | Besson Chaussures-Sojasun    |
| 30    | Gran Premio Kooperativa                      | 1.2  | Peter Sagan              | Dukla Trencin-Merida         |
| 31    | Boucles de l'Aulne                           | 1.1  | Maxime Bouet             | Agritubel                    |
| 31    | Grand Prix Boka                              | 1.2  | Juraj Sagan              | Dukla Trencin-Merida         |
| 31    | París-Roubaix sub-23                         | 1.2U | Taylor Phinney           | Trek-Livestrong              |
| 31    | Trofeo Città di San Vendemiano               | 1.2U | Alessandro Mazzi         | Zalf Désirée Fior            |

### Junio
| Fecha | Carrera                               | Cat. | Ganador             | Equipo                       |
| ----- | ------------------------------------- | ---- | ------------------- | ---------------------------- |
| 1     | Neuseen Classics                      | 1.1  | André Greipel       | Team Columbia-High Road      |
| 1     | Rogaland G. P.                        | 1.2  | Håvard Nybø         | Sparebanken Vest-Ridley      |
| 2     | Trofeo Alcide Degasperi               | 1.2  | Pavel Kochetkov     | Selección de Rusia           |
| 2-7   | Baltyk-Karkonosze Tour                | 2.2  | Sergey Kolesnikov   | Moscow                       |
| 3-7   | Tour de Noruega                       | 2.2  | Sergey Firsanov     | Designa Køkken               |
| 3-7   | Tour de Luxemburgo                    | 2.HC | Fränk Schleck       | Team Saxo Bank               |
| 6     | Memorial Marco Pantani                | 1.1  | Roberto Ferrari     | LPR Brakes-Farnese Vini      |
| 6     | Gran Premio de Schwarzwald            | 1.1  | Heinrich Haussler   | Cervélo Test Team            |
| 6-13  | Tour de Rumania                       | 2.2  | Alekséi Shchebelin  | SP Tablewere-Gatsoulis Bikes |
| 7     | Coppa della Pace                      | 1.2  | Egor Silin          | Selección de Rusia           |
| 7     | Coppa Colli Briantei                  | 1.2  | Maurizio Anzalone   | VC Mendrisio Bikes           |
| 7     | Memorial Philippe Van Coningsloo      | 1.2  | Gediminas Bagdonas  | NH Tielen                    |
| 7     | G. P. Kanton Aargau                   | 1.HC | Peter Velits        | Team Milram                  |
| 7-13  | Tour de Thüringe                      | 2.2U | Stefan Denifl       | Selección de Austria         |
| 10-16 | Circuito Montañés                     | 2.2  | Tejay Van Garderen  | Rabobank Continental Team    |
| 11-14 | Gran Premio CTT Correios de Portugal  | 2.1  | Adrián Palomares    | Contentpolis-AMPO            |
| 11-14 | Ronde de l'Oise                       | 2.2  | Steven Van Vooren   | An Post-ChainReaction        |
| 12-14 | Delta Tour Zeeland                    | 2.1  | Tyler Farrar        | Garmin-Slipstream            |
| 12-21 | Girobio                               | 2.2  | Cayetano Sarmiento  | Selección de Colombia        |
| 15-21 | Vuelta a Serbia                       | 2.2  | Davide Torosantucci | Centri della Calzatura       |
| 17-21 | Ster ZLM Toer                         | 2.1  | Philippe Gilbert    | Silence-Lotto                |
| 18-20 | Tour de Malopolska                    | 2.2  | Arthur Detko        | DHL-Author                   |
| 18-21 | Ruta del Sur                          | 2.1  | Przemysław Niemiec  | Miche-Silver Cross           |
| 18-21 | Tour de Eslovenia                     | 2.1  | Jakob Fuglsang      | Team Saxo Bank               |
| 18-21 | Boucles de la Mayenne                 | 2.2  | Janek Tombak        | Cycling Club Bourgas         |
| 19-21 | Tour de Saboya                        | 2.2U | Ben Gastauer        | Chambéry Cyclisme Formation  |
| 19-21 | Tour de Mainfranken                   | 2.2U | Sebastian May       | Thüringer Energie Team       |
| 21    | Raiffeisen G. P.                      | 1.2  | Markus Eibegger     | ELK Haus                     |
| 24    | Giro de los Apeninos                  | 1.1  | Vincenzo Nibali     | Liquigas                     |
| 24    | Halle-Ingooigem                       | 1.1  | Jurgen Van De Walle | Quick Step                   |
| 24    | Trofeo Internacional Jong Maar Moedig | 1.2  | Thomas De Gendt     | Topsport Vlaanderen-Mercator |

### Julio
| Fecha | Carrera                                                | Cat. | Ganador                | Equipo                          |
| ----- | ------------------------------------------------------ | ---- | ---------------------- | ------------------------------- |
| 1-5   | Carrera de la Solidaridad y de los Campeones Olímpicos | 2.1  | Artur Król             | Centri della Calzatura          |
| 2     | Campeonato Europeo Contrarreloj sub-23                 | CC   | Marcel Kittel          | Selección de Alemania           |
| 4     | Tour de Jura                                           | 1.2  | Roger Beuchat          | Team Neotel                     |
| 4     | Cronoscalata Gardone Valtrompia                        | 1.2  | Stefano Di Carlo       | Scap Foresi                     |
| 5     | Tour de Doubs                                          | 1.1  | Yann Huguet            | Agritubel                       |
| 5     | Giro Ciclistico Valli Aretine                          | 1.2  | Enrico Battaglin       | Zalf Désirée Fior               |
| 5     | Campeonato Europeo en Ruta sub-23                      | CC   | Kris Boeckmans         | Selección de Bélgica            |
| 5-12  | Vuelta a Austria                                       | 2.HC | Michael Albasini       | Team Columbia-HTC               |
| 7     | Trofeo Ciudad de Brescia                               | 1.2  | Andrea Palini          | Gavardo                         |
| 8-12  | Gran Premio Torres Vedras-Trofeo Joaquim Agostinho     | 2.2  | Héctor Guerra          | Liberty Seguros                 |
| 10-11 | Gran Premio Ciclista de Gemenc                         | 2.2  | Žolt Der               | Centri della Calzatura          |
| 12    | Giro del Medio Brenta                                  | 1.2  | Christian Delle Stelle | Bottoli Nordelettrica           |
| 17-19 | Vuelta a la Comunidad de Madrid                        | 2.1  | Héctor Guerra          | Liberty Seguros                 |
| 18    | Gran Premio Cristal Energie                            | 1.2  | Martin Pedersen        | Capinordic                      |
| 19    | Giro de Reggio Calabria                                | 1.1  | Fortunato Baliani      | CSF Group-Navigare              |
| 19    | Trophée des champions                                  | 1.2  | Tony Hurel             | Vendée U                        |
| 19    | Giro del Casentino                                     | 1.2  | Roberto Cesaro         | Ginestra Ceramiche              |
| 22-26 | Vuelta a Sajonia                                       | 2.1  | Patrik Sinkewitz       | PSK Whirlpool-Author            |
| 22-26 | Brixia Tour                                            | 2.1  | Giampaolo Caruso       | Ceramica Flaminia-Bossini Docce |
| 25    | Clásica de Ordizia                                     | 1.1  | Jaume Rovira           | Andorra-Grandvalira             |
| 25-26 | Gran Premio Bradlo                                     | 1.2  | Nebojša Jovanović      | AC Sparta Prague                |
| 25-27 | Kreiz Breizh Elites                                    | 2.2  | Antoine Dalibard       | Bretagne-Schuller               |
| 25-29 | Tour de Valonia                                        | 2.HC | Julien El Fares        | Cofidis, le Crédit en Ligne     |
| 26    | Gran Premio de la Villa de Pérenchies                  | 1.2  | Robert Retschke        | Continental Differdange         |
| 26    | Gran Premio Inda                                       | 1.2  | Pavel Kochetkov        | Selección de Rusia              |
| 28-1  | Dookola Mazowsza                                       | 2.2  | Łukasz Bodnar          | CCC Polsat Polkowice            |
| 29-2  | Tour de Alsacia                                        | 2.2  | Simon Zahner           | Burgis Cycling Team             |
| 29-2  | Vuelta a Dinamarca                                     | 2.HC | Jakob Fuglsang         | Team Saxo Bank                  |
| 31    | Circuito de Guecho                                     | 1.1  | Koldo Fernández        | Euskaltel-Euskadi               |

### Agosto
| Fecha | Carrera                                                  | Cat. | Ganador             | Equipo                         |
| ----- | -------------------------------------------------------- | ---- | ------------------- | ------------------------------ |
| 1     | Scandinavian Race                                        | 1.2  | Patrik Stenberg     | Cykelcity.se                   |
| 1     | GP P-Nivo                                                | 1.2  | Uros Silar          | Sava                           |
| 2     | Subida a Urkiola                                         | 1.1  | Igor Antón          | Euskaltel-Euskadi              |
| 2     | Sparkassen Giro Bochum                                   | 1.1  | Mark Cavendish      | Team Columbia-HTC              |
| 2     | Polynormande                                             | 1.1  | Matthieu Ladagnous  | Française des Jeux             |
| 2     | Giro del Cigno                                           | 1.2  | Paolo Ciavatta      | Monturano-Civitanova Marche    |
| 2     | Gran Premio Betonexpressz 2000                           | 1.2  | Gergely Ivanics     | Betonexpressz 2000-Limonta     |
| 4-8   | Tour de los Pirineos                                     | 2.2  | Fabio Duarte        | Colombia es Pasión-Coldeportes |
| 4-8   | Vuelta a León                                            | 2.2  | David Belda         | Boyacá es Para Vivirla         |
| 5     | Gran Premio Folignano                                    | 1.2  | Henry Frusto        | Team SCAP Prefabbricati Foresi |
| 5-6   | París-Corrèze                                            | 2.1  | Francisco Ventoso   | Carmiooro-A Style              |
| 5-9   | Vuelta a Burgos                                          | 2.HC | Alejandro Valverde  | Caisse d'Epargne               |
| 5-16  | Vuelta a Portugal                                        | 2.HC | David Blanco        | Palmeiras Resort-Tavira        |
| 6     | Gran Premio Industria y Commercio Artigianato Carnaghese | 1.1  | Francesco Ginanni   | Diquigiovanni-Androni          |
| 6-8   | Tour de Szeklerland                                      | 2.2  | Vitaliy Popkov      | ISD-Sport Donetsk              |
| 8     | Gran Premio Ciudad de Camaiore                           | 1.1  | Vincenzo Nibali     | Liquigas                       |
| 8-12  | Tour de l'Ain                                            | 2.1  | Rein Taaramäe       | Cofidis                        |
| 9     | Trofeo Internazionale Bastianelli                        | 1.2  | Radoslav Rogina     | Loborika                       |
| 11    | Gran Premio Ciudad de Felino                             | 1.2  | Richie Porte        | Praties                        |
| 12-15 | Mi-Août Bretonne                                         | 2.2  | Frederik Wilmann    | Joker-Bianchi                  |
| 14    | Puchar Ministra Obrony Narodowej                         | 1.2  | Tomasz Kiendyś      | CCC Polsat Polkowice           |
| 15    | Memorial Henryka Lasaka                                  | 1.2  | Stefan Schäfer      | LKT Team Brandenburg           |
| 16    | Gran Premio Capodarco                                    | 1.2  | Salvatore Mancuso   | Lucchini Arvedi Unidelta       |
| 16    | Antwerpse Havenpijl                                      | 1.2  | Jens Erik Madsen    | Capinordic                     |
| 16    | Puchar Uzdrowisk Karpackich                              | 1.2  | Matthias Belka      | LKT Team Brandenburg           |
| 17    | Gara Ciclistica Montappone                               | 1.2  | Stefano Pirazzi     | Palazzago Elledent Rad         |
| 18    | Gran Premio de la Villa de Zottegem                      | 1.1  | Niko Eeckhout       | An Post-Sean Kelly             |
| 18    | Tres Valles Varesinos                                    | 1.HC | Mauro Santambrogio  | Lampre-NGC                     |
| 18-21 | Tour de Limousin                                         | 2.1  | Mathieu Perget      | Caisse d'Epargne               |
| 19    | Coppa Agostoni                                           | 1.1  | Giovanni Visconti   | ISD-NERI                       |
| 20    | Coppa Bernocchi                                          | 1.1  | Luca Paolini        | Acqua & Sapone-Caffè Mokambo   |
| 21-23 | Tour de Irlanda                                          | 2.1  | Russell Downing     | Candi TV-Marshalls Pasta RT    |
| 22    | Coppa Bernocchi                                          | 1.1  | Giovanni Visconti   | ISD-NERI                       |
| 25    | Trofeo Melinda                                           | 1.2  | Robert Retschke     | Continental Team Differdange   |
| 25-28 | Tour de Poitou-Charentes                                 | 2.1  | Gustav Larsson      | Team Saxo Bank                 |
| 25-30 | Giro del Valle de Aosta                                  | 2.2  | Thibaut Pinot       | Selección de Francia           |
| 26    | Druivenkoers Overijse                                    | 1.1  | Aleksejs Saramotins | Designa Køkken                 |
| 26-30 | Gran Premio Guillermo Tell                               | 2.2  | Mathias Frank       | BMC Racing Team                |
| 29    | Giro del Veneto                                          | 1.HC | Filippo Pozzato     | Team Katusha                   |
| 30    | Châteauroux Classic de l'Indre-Trophée Fenioux           | 1.1  | Jimmy Casper        | Besson Chaussures-Sojasun      |
| 30    | Schaal Sels                                              | 1.1  | Kris Boeckmans      | Silence-Lotto                  |

### Septiembre
| Fecha | Carrera                               | Cat.   | Ganador                       | Equipo                         |
| ----- | ------------------------------------- | ------ | ----------------------------- | ------------------------------ |
| 2-6   | Tour de Eslovaquia                    | 2.2    | Leigh Howard                  | Selección de Australia         |
| 5-13  | Tour del Porvenir                     | 2.Ncup | Romain Sicard                 | Selección de Francia: Equipo A |
| 6     | Gran Premio Jef Scherens              | 1.1    | Sebastian Langeveld           | Rabobank                       |
| 6     | Giro de la Romagna                    | 1.1    | Murilo Fischer                | Liquigas                       |
| 6     | Zagreb-Liubliana                      | 1.2    | Robert Vrečer                 | Adria Mobil                    |
| 6     | Memorial Davide Fardelli              | 1.2    | Manuele Boaro                 | Zalf Désirée Fior              |
| 6-13  | Tour de Bulgaria                      | 2.2    | Ivaïlo Gabrovski              | Heraklion-Nessebar             |
| 9     | Memorial Rik Van Steenbergen          | 1.1    | Niko Eeckhout                 | An Post-Sean Kelly             |
| 12    | París-Bruselas                        | 1.HC   | Matthew Goss                  | Team Saxo Bank                 |
| 12-19 | Vuelta a Gran Bretaña                 | 2.1    | Edvald Boasson Hagen          | Team Columbia-HTC              |
| 13    | Vuelta a Núremberg                    | 1.1    | Francesco Gavazzi             | Lampre-NGC                     |
| 13    | Chrono Champenois                     | 1.2    | Adriano Malori                | Bottoli Nordelettrica          |
| 13    | Gran Premio de Fourmies               | 1.HC   | Romain Feillu                 | Agritubel                      |
| 16    | Gran Premio de Valonia                | 1.1    | Nick Nuyens                   | Rabobank                       |
| 17    | Tour de Voivodina I                   | 1.2    | Matej Marin                   | Perutnina Ptuj                 |
| 18    | Campeonato de Flandes                 | 1.1    | Steven De Jongh               | Quick Step                     |
| 18    | Gran Premio del Somme                 | 1.1    | Yauheni Hutarovich            | Française des Jeux             |
| 18    | Tour de Voivodina II                  | 1.2    | Ivaïlo Gabrovski              | Heraklion-Nessebar             |
| 19    | Praga-Karlovy Vary-Praga              | 1.2    | Danilo Hondo                  | PSK Whirlpool-Author           |
| 20    | Gran Premio de Isbergues              | 1.1    | Benoît Vaugrenard             | Française des Jeux             |
| 20    | G. P. Industria y Comercio de Prato   | 1.1    | Giovanni Visconti             | ISD                            |
| 20    | Dúo Normando                          | 1.2    | Nikolay Trusov Artem Ovechkin | Team Katusha                   |
| 20    | Trofeo Gianfranco Bianchin            | 1.2    | José Bone                     | VC Mantovani                   |
| 23    | Circuito de Houtland                  | 1.1    | Graeme Brown                  | Rabobank                       |
| 25-27 | Tour de Gévaudan Languedoc-Roussillon | 2.2    | David Rösch                   | Atlas-Romer's Hausbäckerei     |
| 29    | Ruota d'Oro                           | 1.2    | Emanuele Moschen              | Lucchini Arvedi Unidelta       |

### Octubre
| Fecha | Carrera                     | Cat. | Ganador             | Equipo                       |
| ----- | --------------------------- | ---- | ------------------- | ---------------------------- |
| 1-4   | Circuito Franco-Belga       | 2.1  | Tyler Farrar        | Garmin-Slipstream            |
| 2-4   | Cinturó de l'Empordá        | 2.2  | Francisco Ventoso   | Carmiooro-A Style            |
| 3     | Giro de Münsterland         | 1.1  | Aleksejs Saramotins | Designa Køkken               |
| 3     | Memorial Cimurri            | 1.1  | Filippo Pozzato     | Katusha                      |
| 4     | Tour de Vendée              | 1.1  | Pavel Brutt         | Katusha                      |
| 8     | París-Bourges               | 1.1  | André Greipel       | Columbia-HTC                 |
| 8     | Coppa Sabatini              | 1.1  | Philippe Gilbert    | Silence-Lotto                |
| 10    | Giro de Emilia              | 1.HC | Robert Gesink       | Rabobank                     |
| 11    | Gran Premio Bruno Beghelli  | 1.1  | Francisco Ventoso   | Carmiooro-A Style            |
| 11    | París-Tours sub-23          | 1.2U | Mathieu Halleguen   | Côtes d'Armor-Maître Jacques |
| 11    | París-Tours                 | 1.HC | Philippe Gilbert    | Silence-Lotto                |
| 13    | Premio Nacional de Clausura | 1.1  | Denis Flahaut       | Landbouwkrediet-Colnago      |
| 15    | Giro del Piemonte           | 1.HC | Philippe Gilbert    | Silence-Lotto                |

## Clasificaciones finales
- Las clasificaciones finalizaron de la siguiente forma:[2]

### Individual
| Posición | Ciclista            | Equipo | Puntos |
| -------- | ------------------- | ------ | ------ |
| 1º       | Giovanni Visconti   | ISD    | 638.2  |
| 2º       | Kenny van Hummel    | SKS    | 601    |
| 3º       | Jimmy Casper        | BCS    | 575    |
| 4°       | Romain Feillu       | AGR    | 488    |
| 5°       | Alessandro Petacchi | LPR    | 469.2  |
| 6°       | David Le Lay        | AGR    | 446    |
| 7°       | Luca Paolini        | ASA    | 377    |
| 8°       | Héctor Guerra       | LSE    | 366    |
| 9°       | Rubén Plaza         | LSE    | 360    |
| 10°      | Aleksejs Saramotins | TDK    | 348    |

| 11º | Heinrich Haussler | CTT | 348 |
| 12º | Martin Pedersen   | CPI | 338 |
| 13º | Francisco Ventoso | CMO | 332 |
| 14º | Xavi Tondo        | ACA | 326 |
| 15º | Giampaolo Caruso  | FLM | 325 |
| 16º | Borut Božič       | VAC | 320 |
| 17º | Francesco Ginanni | SDA | 318 |
| 18º | Niko Eeckhout     | SKT | 315 |
| 19º | Nuno Ribeiro      | LSE | 312 |
| 20º | Dimitri Champion  | BSC | 307 |

1. 1 2  Corredor suspendido por la UCI. .

### Equipos
| Posición | Equipo                                          | Puntos |
| -------- | ----------------------------------------------- | ------ |
| 1º       | Agritubel                                       | 2.088  |
| 2º       | Vacansoleil Pro Cycling Team                    | 1.499  |
| 3º       | Liberty Seguros                                 | 1.326  |
| 4º       | Cervélo Test Team                               | 1.261  |
| 5º       | ISD-Neri                                        | 1.249  |
| 6º       | Skil-Shimano                                    | 1.224  |
| 7º       | Serramenti PVC Diquigiovanni-Androni Giocattoli | 1.210  |
| 8º       | Besson Chaussures-Sojasun                       | 1.208  |
| 9º       | LPR Brakes-Farnese Vini                         | 1.120  |
| 10º      | Ceramica Flaminia-Bossini Docce                 | 1.029  |

| 11º | Rabobank Continental         | 972 |
| 12º | Centri Della Calzatura       | 955 |
| 13º | Acqua & Sapone-Caffè Mokambo | 907 |
| 14º | Team Capinordic              | 897 |
| 15º | Team Designa Kokken          | 829 |
| 16º | Adria Mobil                  | 828 |
| 17º | Topsport Vlaanderen-Mercator | 817 |
| 18º | CSF Group-Navigare           | 791 |
| 19º | Carmiooro-A Style            | 783 |
| 20º | PSK Whirlpool-Author         | 761 |

### Países
| Posición | País         | Puntos   |
| -------- | ------------ | -------- |
| 1º       | Italia       | 3.537,6  |
| 2º       | Francia      | 3.159    |
| 3º       | España       | 2.259,4  |
| 4º       | Países Bajos | 2.114,19 |
| 5º       | Alemania     | 2.101    |
| 6º       | Eslovenia    | 1.854    |
| 7º       | Bélgica      | 1.805    |
| 8º       | Rusia        | 1.534    |
| 9º       | Portugal     | 1.455    |
| 10º      | Polonia      | 1.297    |

| 11º | Ucrania     | 1.127,51 |
| 12º | Reino Unido | 1.087,8  |
| 13º | Dinamarca   | 1.022    |
| 14º | Noruega     | 847      |
| 15º | Suiza       | 655      |
| 16º | Estonia     | 621      |
| 17º | Austria     | 578      |
| 18º | Eslovaquia  | 561      |
| 19º | Croacia     | 539      |
| 20º | Bulgaria    | 507      |

### Países sub-23
| Posición | País         | Puntos |
| -------- | ------------ | ------ |
| 1º       | Bélgica      | 9099   |
| 2º       | Francia      | 872    |
| 3º       | Italia       | 819,98 |
| 4º       | Alemania     | 818,32 |
| 5º       | Rusia        | 692    |
| 6º       | Países Bajos | 541,59 |
| 7º       | Eslovenia    | 367    |
| 8º       | Dinamarca    | 356    |
| 9º       | Eslovaquia   | 268    |
| 10º      | Reino Unido  | 259,2  |

| 11º | Austria         | 258 |
| 12º | Noruega         | 238 |
| 13º | Polonia         | 191 |
| 14º | Moldavia        | 170 |
| 15º | España          | 160 |
| 16º | República Checa | 152 |
| 17º | Turquía         | 140 |
| 18º | Ucrania         | 125 |
| 19º | Estonia         | 118 |
| 20º | Bielorrusia     | 117 |

## Progreso de las clasificaciones
| Fecha                    | Clasificación individual        | Clasificación por equipos | Clasificación por países | Clasificación por países sub-23 |
| ------------------------ | ------------------------------- | ------------------------- | ------------------------ | ------------------------------- |
| 25 de octubre de 2008    | Leonardo Giordani               | -                         | Francia                  | Francia                         |
| 25 de noviembre de 2008  | Bélgica                         | -                         |                          | Francia                         |
| 25 de diciembre de 2008  | Rusia                           | -                         |                          | Francia                         |
| 25 de enero de 2009      | Ceramica Flaminia-Bossini Docce | Bélgica                   | Bélgica                  |                                 |
| 25 de febrero de 2009    | Daniele Pietropolli             | LPR Brakes-Farnese Vini   | Italia                   | Italia                          |
| 25 de marzo de 2009      | Francesco Ginanni               | Agritubel                 | Italia                   | Italia                          |
| 25 de abril de 2009      | Jimmy Casper                    | Agritubel                 | Italia                   | Italia                          |
| 25 de mayo de 2009       | Kenny Van Hummel                | Agritubel                 | Italia                   | Bélgica                         |
| 25 de junio de 2009      | Italia                          | Agritubel                 | Italia                   |                                 |
| 25 de julio de 2009      | Italia                          | Agritubel                 | Italia                   |                                 |
| 15 de agosto de 2009     | Italia                          | Agritubel                 | Italia                   |                                 |
| 25 de agosto de 2009     | Bélgica                         | Agritubel                 | Italia                   |                                 |
| 25 de septiembre de 2009 | Bélgica                         | Agritubel                 | Italia                   |                                 |
| 30 de septiembre de 2009 | Italia                          | Agritubel                 | Italia                   |                                 |
| 16 de octubre de 2009    | Giovanni Visconti               | Agritubel                 | Italia                   | Bélgica                         |
| Final                    | Giovanni Visconti               | Agritubel                 | Italia                   | Bélgica                         |